# Candovia strumosa
Candovia strumosa är en insektsart som först beskrevs av Ludwig Redtenbacher 1908.  Candovia strumosa ingår i släktet Candovia och familjen Diapheromeridae. Inga underarter finns listade.